# Пилоты из Таскиги (фильм)
«Пилоты из Таскиги» (англ. The Tuskegee Airmen) — телевизионный фильм Роберта Марковица об одноимённой группе афроамериканских пилотов, участвовавших во Второй мировой войне. Фильм основан на реальных событиях.

## Сюжет
Третий год бушует Вторая мировая война. Театр военных действий простирается от Европы до Африки и Тихого океана. В США, на базе ВВС «Таскиги» обучаются цветные пилоты — лучшие из лучших представителей «низшей» расы, каждый из которых, прежде чем стать курсантом, прошёл долгий путь, полный унижений и презрения со стороны белых сограждан. Курсанты достойно проходят обучение, но командование не спешит отправлять их в действующую армию, не веря в их возможности.
Все меняется, когда лётную школу посещает первая леди страны — жена президента Рузвельта. Миссис Рузвельт совершает полет по кругу над аэродромом базы с одним из цветных пилотов и это коренным образом влияет на дальнейшую судьбу всех курсантов — их отправляют в действующую армию, сражаться с немцами в Африке. И хотя пилотам из Таскиги доверяют лишь задачи по уничтожению наземных целей, что для истребителей занятие, мягко говоря, не профильное, ребята выполняют свою работу прилежно.
Вскоре группу из Таскиги перебрасывают в Западную Европу, где бомбардировочная авиация США несет огромные потери от истребителей люфтваффе. Здесь группа получает новенькие истребители P-51 «Мустанг» и уже в первом боевом вылете сбивает несколько немецких Мессершмитов Bf-109.
Поначалу, отношение белых пилотов «Летающих крепостей» к группе из Таскиги оставляет желать лучшего, но с каждым новым боевым вылетом цветные пилоты завоевывают все большее уважение.
В конце концов при планировании рейда на столицу Третьего Рейха — Берлин, пилоты бомбардировщиков просят командование дать им в качестве группы сопровождения именно истребителей из Таскиги — на тот момент лучшую истребительную группу ВВС США в Северной Италии.

## В ролях
- Лоренс Фишберн
- Кортни Б. Вэнс
- Джон Литгоу
- Кьюба Гудинг-мл.
- Андре Брауэр  —  Бенжамин О. Дэвис
- Джанет Маклахлан — мать Ганнибала